# Johan Magnus Rosén

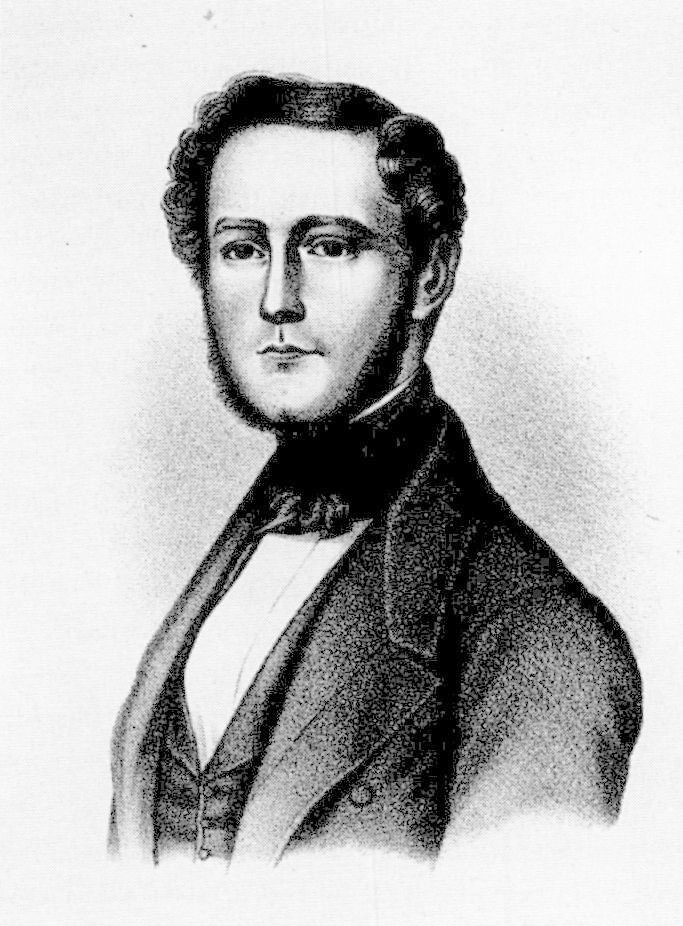
Johan Magnus Rosén.

Johan Magnus Rosén, född den 6 april 1806 i Göteborg, död den 16 juni 1885 i Stockholm, var en svensk författare, journalist och tonsättare.

## Biografi
Rosén, som var son till Gustaf Rosén, blev student vid Uppsala universitet 1822 och avlade hovrättsexamen vid Uppsala universitet 1829. Han blev samma år extra ordinarie tjänsteman i flera ämbetsverk i Stockholm och auditör vid andra livgrenadjärregementet samt kammarskrivare i Krigskollegium 1835. Han lämnade emellertid sin tjänst och ägnade sig sedan uteslutande åt musik, litteratur och journalistik. År 1838 bosatte han sig i Köpenhamn och vistades 1839–1841 i Skåne. Därefter bodde han i Stockholm till 1859 med undantag för åren 1852–1854, då han var medarbetare i Göteborgs handels- och sjöfartstidning och även vistades i Köpenhamn, i Malmö som medarbetare i redaktionen i Johan "Janne" Damms tidning Malmö Nya Handels- och Sjöfartstidning september 1853 - januari 1854, och Lund. Han reste då som korrespondent till Tyskland, Österrike och Ungern och stannade vid hemresan 1860 i Köpenhamn. Till sist bosatte han sig 1863 i Hamburg och återvände till Stockholm först tjugo år senare.

### Skriftställare
Han medarbetade i Aftonbladet sedan 1831 och i en mängd andra tidningar med kritiker, korrespondenser, noveller och kåserier. Vid sidan av musikaliska tidskrifter redigerade han den litterära "Helios" (1846). Jämte dramatik och noveller såsom Musikkännarne (1833), Aristokraten på landet (1836), Den avita boken (3 upplagor, 1838), Doktor Hjelplös (2 upplagor, 1843–44) med flera, skrev han även romaner som Den fria kärleken (1840), i vilken han anslöt sig till den Almquistska "Det går an"-riktningen, En pfiffig karls missöden (1842) och Yttersta domen (1846) samt tillfällighetsskrifter: Kritik öfver brochyren "Dagens händelser" (av Beskow, 1838), Bidrag till utredande af straussiska tryckfrihetsfrågan (1841), Acherontiska bref (1847) med flera. Han var även flitig som översättare. Under tiden i Hamburg var han korrespondent för tidningen Fäderneslandet. Roséns sista större arbeten var Några minnesblad (1877), som består berättelser och interiörer från de egna barn- och ungdomsåren, samt romanen "Eremiten på Ekensberg" (1883).

### Tonsättare
Rosén började komponera redan som barn. Utan särskild förberedelse tog han 1842 organistexamen med högsta betyg i harmoni och orgelspel och han blev genom sin talang som pianist välkomnad i flera av Stockholms musikaliska familjer och han var allestädes närvarande i 1830–1850-talens umgängesliv. Hans kompositioner är ganska många och består av åtskilliga på den tiden inom trädgårdsmusiken omtyckta tonmålningar (Pompejis sista dagar, Slaget vid Narva, Det hvilande representationsförslaget), operetten Der Singmeister, körfantasin Det brustna hjärtat, Polonaise, Grande marche, Melankoli med flera pianostycken och därutöver åtskilliga sånger. Dessutom utgav han en Musikalisk katekes (1852) samt redigerade "Nordmannaharpan" (1830–31; jämte Erik Drake) och "Tidning för teater och musik" (1835–36).

### Redaktörskap
- Nordmanna-harpan. Stockholm: stentr. af Ebeling. 1832-1833. Libris 13428089
- Tidning för teater och musik. Stockholm. 1835-1836. Libris 3181109

### Översättningar
- Lortzing, Albert (1843). Czar och timmerman, eller Borgmästaren i Sardam : komisk opera i tre akter. Stockholm: Gust. Rylander. Libris 10005344
- Sue, Eugène (1844). Parisiska mysterier. Läsebibliotheket, 99-1677463-3 ; 1844 :2. Stockholm. Libris 1609067